# Вильгельм IV Оранский
Вильгельм IV Оранский (нидерл. Willem IV van Oranje-Nassau), он же Вильгельм Карел Хендрик Фризо (нидерл. Willem Karel Hendrik Friso; 1 сентября 1711[…], Леуварден — 22 октября 1751[…], Гаага) — принц Оранский, князь Нассау-Дица, барон Бреды, штатгальтер Фрисландии и Гронингена (1711—1747, регент — его мать Мария Луиза Гессен-Кассельская), Гелдерланда и Оверэйсела (1722—1747), Голландии, Зеландии и Утрехта (1747), генеральный штатгальтер Республики Соединенных провинций (1747—1751)

## Происхождение и детство
Вильгельм IV — сын Иоганна Вильгельма Фризо (1687—1711), принца Оранского, князя Нассау-Дица и штатгальтера Фрисландии и Гронингена, и дочери ландграфа Гессен-Касселя Карла Марии Луизы. Вильгельм родился через 6 недель после гибели своего отца. На свет Вильгельм появился в городе Леуварден. После смерти отца младенец Вильгельм был избран штатгальтером Фрисландии и Гронингена, а регентшей была назначена его мать.

## Объединение земель
В 1722 году одиннадцатилетний штатгальтер Фрисландии был избран штатгальтером ещё двух провинций — Гелдерланда и Оверэйсела. Там закончился период междуцарствия и самым подходящим кандидатом стал молодой Оранский принц.
В 1733 году Вильгельм IV стал 549 рыцарем Ордена Подвязки, а в марте 1734 в Сент-Джеймсском дворце женился на принцессе Великобритании Анне, старшей дочери Георга II Ганноверского и Каролины Бранденбург-Ансбахской.
В 1739 году Вильгельм унаследовал состояние и имения, ранее принадлежавшие Нассау-Дилленбургской ветви своей династии, а в 1743 году — Нассау-Зигенской ветви.
В 1741 году началась Война за австрийское наследство, в которую была вовлечена и Республика Соединенных провинций. В 1746 году Главный маршал Франции Мориц Саксонский ввел войска во Фландрию (Австрийские Нидерланды), угроза нависла над Республикой провинций. В связи с этим, в 1747 году Генеральные штаты Нидерландов провозгласили Вильгельма IV генерал-капитаном армии и адмиралом морских сил Нидерландов, а также присвоили ему титул Генерального Штатгальтера и передали под его власть Голландию, Зеландию и Утрехт. В этом году в Гааге он встретил Людвига Эрнста Брауншвейгского (который являлся, кстати, дядей российского императора Ивана VI, отцом которого был его брат Антон Ульрих Брауншвейгский). Через 2 года Людвиг Эрнст был назначен фельдмаршалом Нидерландов, а после смерти Вильгельма IV стал одним из регентов при Вильгельме V.
В 1748 году война завершилась, а титул штатгальтера стал наследным.

## Штатгальтер
Хотя у Вильгельма был небольшой опыт в государственных делах, он сначала нравился своим подчиненным. Он прекратил практику косвенного налогообложения, которое помогало независимым подрядчикам и купцам сколотить для себя большое состояние. Но, несмотря на такой удар по купеческим карманам, он являлся также генеральным директором Голландской Ост-Индской компании, его союз с буржуазией углубился, в то время как неравенство между богатым и бедным росло.
Вильгельм сохранил титул штатгальтера до своей смерти. Он умер в резиденции Хёйс-тен-Бос («Дом в лесу») недалеко от Гааги. Титул штатгальтера получил его сын Вильгельм V Оранский, регентами стали его жена Анна и Людвиг Эрнст Брауншвейгский.

## Семья
Жена (с 1734 года) Анна Ганноверская (1709—1759), старшая дочь короля Великобритании Георга II, из Ганноверской династии.
У них было пятеро детей:
- 2 мертворожденные дочери (1736 и 1739)
- Каролина Оранская (1743—1787), замужем за Карлом Кристианом, графом Нассау-Вейльбургским, регент Нидерландов при Вильгельме V (1765—66)
- Анна Оранская (ноябрь-декабрь 1746), умерла в младенчестве
- Вильгельм V Оранский (1748—1806), единственный сын и наследник Вильгельма IV, последний штатгальтер Нидерландов (1751—1795)